# Oda von Werl
Oda von Werl (* um 1050; † 13. Januar 1110) war eine Adelige aus dem Haus der Grafen von Werl.
Ihre Mutter war Richenza von Schwaben, ihr Vater Graf Hermann III. von Werl. Ihr Stiefvater war Otto von Northeim. Sie heiratete Lothar Udo II., Graf von Stade († 4. Mai 1082) und Markgraf der Nordmark. Sie gilt als Stammmutter der Grafen von Stade. Ihre Söhne Heinrich, Udo III. und Rudolf wurden nacheinander Markgrafen der Nordmark. Ihre Tochter Adelheid von Stade (* um 1060; † 1110) wurde Gräfin von Goseck und Gräfin in Thüringen. 
Die Erben von Oda übergaben einen Teil ihres Werler Erbes, ein Drittel des Lürwaldes, nach den beiden anderen Dritteln der Erben Heinrichs des Fetten, Markgraf von Friesland († 1101), und Kunos von Northeim, Graf von Beichlingen († 1103), um 1110 an die Erzbischöfe von Köln.

## Nachkommen
Ihre Kinder sind:
- Heinrich I. der Lange (* um 1065; † 27. Juni 1087), 
  - ⚭ Eupraxia von Kiew
- Lothar-Udo III. (* um 1070; † 2. Juni 1106)
- Rudolf I. († 7. Dezember 1124)
  - ⚭ Richardis, Tochter des Grafen von Sponheim-Lavanttal Hermann († 22. Juli 1118), ab 1080 Burggraf von Magdeburg, ein Bruder Erzbischof Hartwigs.
- Siegfried († um 1111), Geistlicher zu Magdeburg
- Adelheid (* um 1065; † 18. Oktober 1110)
  - ⚭ 1.) Friedrich III. Graf von Goseck († 5. Februar 1085)
  - ⚭ 2.) Ludwig der Springer von Thüringen (* 1042; † 1123)